# 上島町

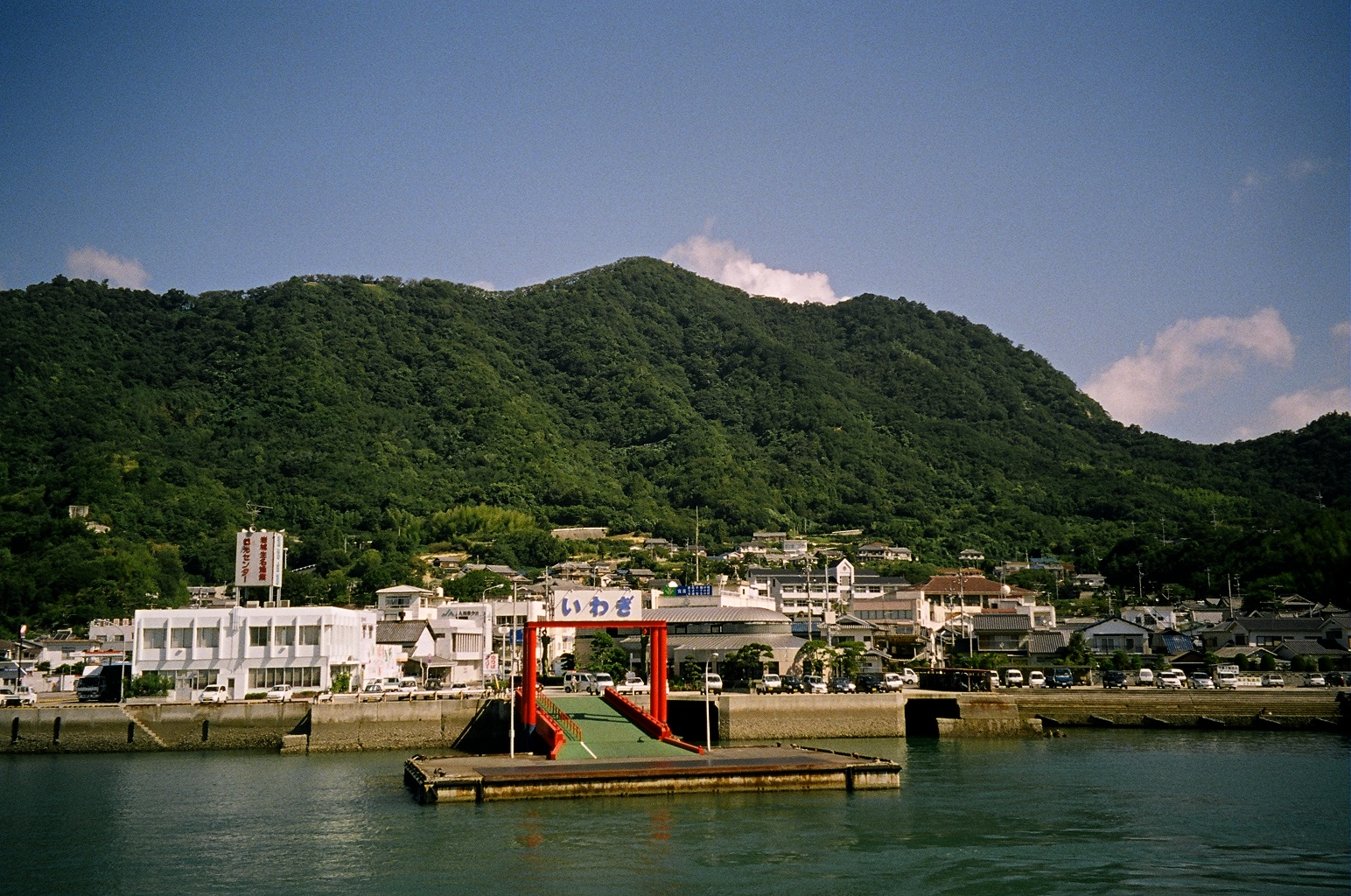
岩城港と岩城地区

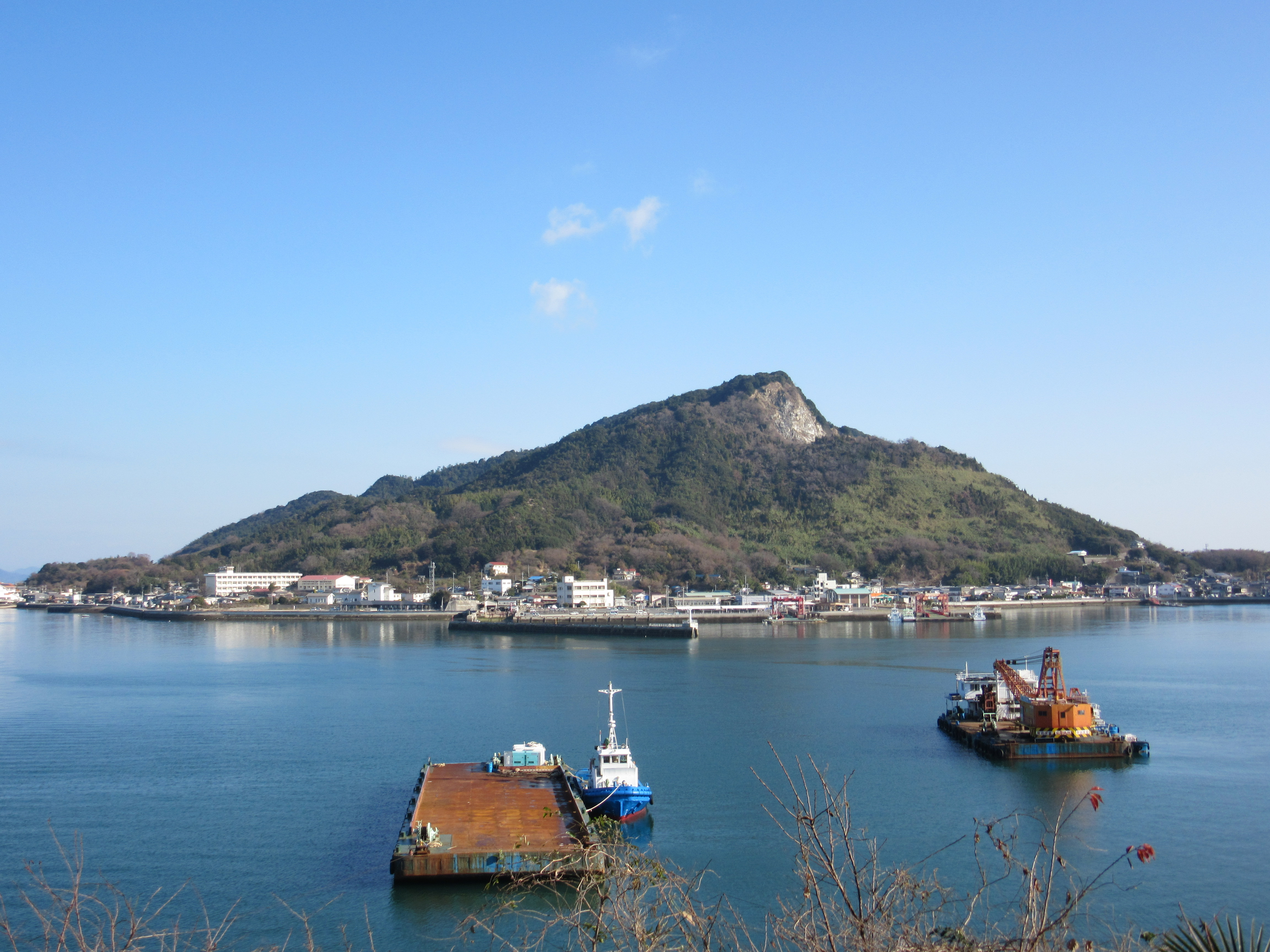
弓削島中心部（佐島より撮影）

上島町（かみじまちょう）は、愛媛県の北部にある町。瀬戸内海の25島で構成され、海上で広島県の尾道市や福山市に接する県境の町でもある。

## 地理

### 位置
上島町は、瀬戸内海のほぼ中央、愛媛と広島の間に点在する芸予諸島の中でも愛媛県側では最も北東に位置している離島である。上島諸島に属する島々（弓削島、佐島、生名島、岩城島、赤穂根島等）と魚島群島に属する島々（魚島、高井神島等）からなる。広島県尾道市の因島に近く、最も近い生名島の場合、その間はわずか300メートルであり、生活圏は因島側に属している。
弓削島、佐島、生名島、岩城島の4島それぞれの間は上島架橋にて架橋されているが、しまなみ海道の通る島との間は架橋されていないので、本土より本町に行くには船の利用が必須となる。

### 地形
- 山 積善山（岩城島・標高370m）、古法皇山（弓削島・標高279.4m）
- 島 弓削島、佐島、岩城島、赤穂根島、津波島、生名島、魚島、高井神島、豊島、江ノ島、瓢箪島、百貫島（愛媛県最北端）

### 気候
瀬戸内海式気候で平均気温は15-16℃、年間降雨量1,000mm前後となっており、冬季にも積雪はほとんどない。

### 町名の由来
「かみじま」とは、古くからの当地域一帯の名称である。
藩政期には大三島及び今日の上島諸島のうち、生名島、岩城島は伊予松山藩の領地であった。松山藩では三津が浜を境として、それより上の地域、岩城、生名を上島、下を下島と呼んだ。これに由来するとするのが一説である。ただし今日では、大三島が下島と呼ばれることはない。
中世に大山祇神社の寺社領であった三島七島（上島七島）を構成する島の一つ、上島（現在の上島諸島のみならず伯方島を含む概念）に由来する説もある。

## 歴史
江戸時代には、松山藩と今治藩に分かれて統治されていた（温泉郡中島町等にもそうした例は見られる。）。東西の瀬戸内航路の要衝であり、西国の諸大名の参勤交代路にもなり、商業と廻船業で大いに賑わった。
古くは農業・水産業を主産業としてきたが、近くの因島（広島県）はじめとして造船業が盛んになると造船所で勤務する人が増え始めた。日立造船の造船所があり、この地域の造船業の中心地であった因島（現在は尾道市の一部）との経済的な結び付きを強め、それら工場への通勤者も多くベッドタウン的な傾向を持つようになった。ところがオイルショックとそれに続く造船・海運業の不況により、離職者が相次ぎ「島が沈む」とまでいわれた。
そうした中、旧自治体はそれぞれ地域おこし活動に取り組むようになった。現在は激変期を過ぎて落ち着きを取り戻した閑かな町である。過疎化と高齢化が著しい、瀬戸内しまなみ海道を北側に望む離島でもある。立地条件が依然として足かせになっている。

### 略史
- 2004年10月 - 弓削町・生名村・岩城村・魚島村の4町村が合併し上島町が誕生。
- 2008年3月 - 愛媛県立伯方高等学校岩城分校が廃校となる。
- 2009年10月 - 日本で最も美しい村連合に加盟。
- 2011年
  - 5月 - インランド・シー・リゾート・フェスパがオープン。
  - 7月 - 生名橋が開通。
- 2022年3月 - 岩城橋が開通。

## 行政

### 町長
初代-第3代・第5代 上村俊之（2004年 - 2016年、2020年 - ）
旧弓削町議会議員出身の初代上島町長。町長選では単独で立候補し、無投票当選した。
任期満了に伴う2008年、2012年の選挙で再選された。総合支所方式から分庁方式への転換を表明している。
2020年の選挙で現職町長を破って再選。
第4代 宮脇馨（2016年 - 2020年）
旧岩城村職員、上島町職員、上島町議を経て2012年の上島町長選挙に立候補するも落選。
任期満了に伴う2016年の選挙で現職町長を破って当選。
無人島になっていた赤穂根島に移住して無農薬農業に取り組んでいた。

### 町章・シンボルマーク等
町章
合併協議当初は「合併後に調整する」こととしていたが、シンボル的なものがないと一体感が高まらないなどとして合併前に決定することとした。全国公募し2004年（平成16年）7月13日から同年8月31日まで約1か月半応募受付。なお、同一人からの応募作品数の制限は設けなかった。結果370点の応募があり、幹事会で5候補に絞り、協議会に諮り、投票にて決定した。

### 友好都市
「日本で最も美しい村」連合加盟　2009年10月
　

### 主な行政機関
- 上島町役場総合庁舎
- 上島町役場生名総合支所
- 上島町役場岩城総合支所
- 上島町役場魚島総合支所
- 上島町消防署・消防署
- 弓削開発総合センター
- 生名開発総合センター
- 魚島開発総合センター
- リサイクルセンターいきな
- 岩城クリーンセンター

### 県の行政機関
- 愛媛県東予地方局今治支局 産地育成室（岩城駐在）

## 経済

### 産業
産業人口
- 第1次産業：425人
- 第2次産業：1304人
- 第3次産業：1772人

農業、介護福祉事業に力を入れている。

### 農林水産業
農業
瀬戸内海特有の気候を生かした柑橘類の栽培が盛んで、特に岩城島は「青いレモン」の島で知られている。
漁業
瀬戸内海有数の好漁場で特に魚島群島では定置網や蛸壺漁などの漁船漁業が基幹産業となっている。古くから鯛漁で知られ、関西では春の鯛の豊漁期を「魚島季節（うおしまどき）」と呼んだ。養殖も盛んで弓削地区（弓削島、佐島）では主に海苔、岩城・生名地区（岩城島・生名島）では主にエビ、ヒラメ、マダイなどの養殖が行われている。

### 製造業
2011年の製造業等出荷額（4人以上の事業所）は539億43百万円で、輸送用機械が最も高い割合を占め、次に金属工業が高い割合を占めている。
輸送用機械では岩城島に今治造船グループの岩城造船の本社・工場が立地しており、島の大きな産業となっている。金属では、船用部品やクレーン等の製造を行うイワキテックの本社・工場が立地するなど造船関連の産業も盛んに行われている。

### 本社を置く主要企業
- 岩城造船
- イワキテック

### 工場･事業所を置く主要企業
- ベネフィット・ワン　上島ベース

### 支社･営業所を置く主要企業
- 銀行･協同組合
  - 越智今治農業協同組合　弓削支店･岩城支店
  - 愛媛銀行　弓削支店
  - 愛媛県信用漁業協同組合連合会 岩城生名店･弓削店
- 郵便局
  - 生名郵便局
  - 岩城郵便局
  - 魚島郵便局
  - 上弓削簡易郵便局
  - 佐島簡易郵便局
  - 弓削郵便局

## 地域

### 人口
| |                                        |  |
| 上島町と全国の年齢別人口分布（2005年） | 上島町の年齢・男女別人口分布（2005年） |  |
| ■紫色 ― 上島町 ■緑色 ― 日本全国 | ■青色 ― 男性 ■赤色 ― 女性              |  |
| 上島町（に相当する地域）の人口の推移 \| 1970年（昭和45年） \| 13,572人 \| \| \| 1975年（昭和50年） \| 13,645人 \| \| \| 1980年（昭和55年） \| 12,669人 \| \| \| 1985年（昭和60年） \| 12,113人 \| \| \| 1990年（平成2年） \| 10,442人 \| \| \| 1995年（平成7年） \| 9,380人 \| \| \| 2000年（平成12年） \| 8,605人 \| \| \| 2005年（平成17年） \| 8,098人 \| \| \| 2010年（平成22年） \| 7,648人 \| \| \| 2015年（平成27年） \| 7,135人 \| \| \| 2020年（令和2年） \| 6,509人 \| \| |                                        |  |
| 総務省統計局 国勢調査より |                                        |  |
| 1970年（昭和45年） | 13,572人                               |  |
| 1975年（昭和50年） | 13,645人                               |  |
| 1980年（昭和55年） | 12,669人                               |  |
| 1985年（昭和60年） | 12,113人                               |  |
| 1990年（平成2年） | 10,442人                               |  |
| 1995年（平成7年） | 9,380人                                |  |
| 2000年（平成12年） | 8,605人                                |  |
| 2005年（平成17年） | 8,098人                                |  |
| 2010年（平成22年） | 7,648人                                |  |
| 2015年（平成27年） | 7,135人                                |  |
| 2020年（令和2年） | 6,509人                                |  |

### 教育

#### 小学校
- 上島町立弓削小学校
- 上島町立生名小学校
- 上島町立岩城小学校
- 上島町立高井神小学校(現在[いつ?]、生徒がいないため休校中)
- 上島町立魚島小学校

#### 中学校
- 上島町立弓削中学校
- 上島町立生名中学校(2008年、弓削中学校と統合により廃校[8])
- 上島町立岩城中学校
- 上島町立高井神中学校(現在[いつ?]、生徒がいないため休校中)
- 上島町立魚島中学校

#### 高等学校
- 愛媛県立弓削高等学校
- 愛媛県立伯方高等学校岩城分校（2008年に廃校）

弓削高校の通学補助
上島町教育委員会では、定員割れで存続が危ぶまれている、町内唯一の高校、愛媛県立弓削高等学校の生徒を確保し、地域活力を維持していくため、同校に通う生徒への通学費補助制度がある。島外から通学する生徒を対象にフェリーの定期代の半額を補助するほか、自転車購入費用として上限1万円（新入生に限る）を補助する。
なお、近隣の島しょ部では定員割れから、愛媛県立大三島高等学校、愛媛県立大島高等学校（現在は廃止）がそれぞれ今治市内の県立高等学校の「分校」となっている。

#### 高等専門学校
- 弓削商船高等専門学校

### 保安
今治市伯方町にある伯方警察署が管轄している。上島町には、弓削、生名、岩城、魚島に、それぞれ駐在所がある。
交通事故死亡発生数が少なく、2023年3月には「死亡事故ゼロ2000日」を達成し愛媛県から表彰されている。

## 交通
離島のため、交通は海上交通に依存している。

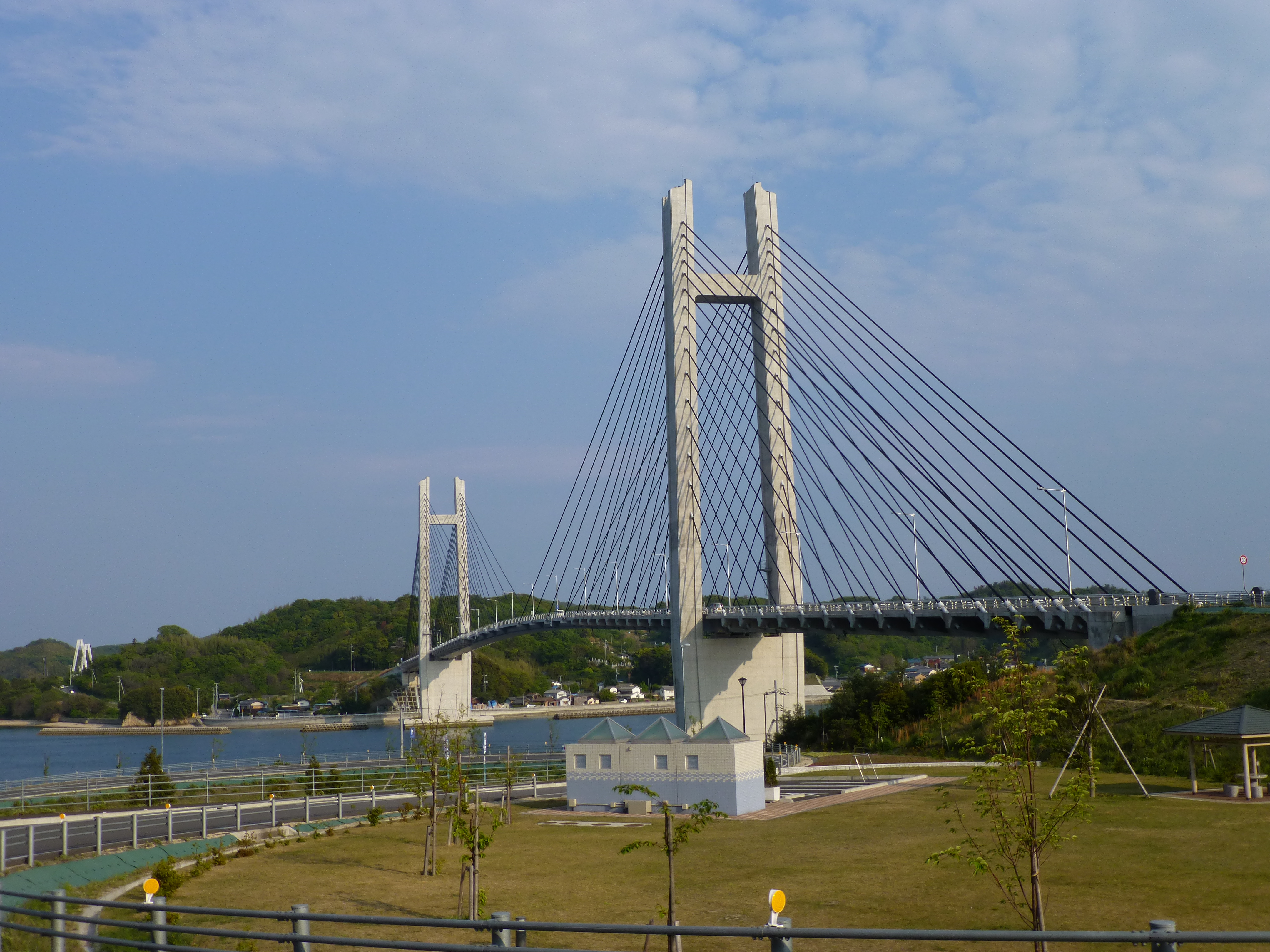
生名橋

- 広域航路として、生名 - 広島県三原市を結ぶ高速船が就航している[1]。
- 地域間航路として、生名 - 広島県尾道市因島（土生）、魚島 - 高井神 - 豊島 - 弓削 - 広島県尾道市因島（土生）を結ぶ公営渡船があり、このほかに広島県尾道市因島や同市生口島との間に民間フェリーが就航している[1]。

### 道路
島内道路がある。島間をつなぐ県道事業（ゆめしま海道）として、弓削島と佐島との間に弓削大橋が、また佐島と生名島の間に生名橋が、生名島と岩城島の間の岩城橋（2022年3月20日完成）が架かっている。将来的には岩城島からさらに伯方島へと橋をつなげていく構想（上島架橋構想）がある。

#### 一般国道
- なし

#### 都道府県道
- 主要地方道
  - なし
- 一般県道
  - 愛媛県道172号弓削島循環線
  - 愛媛県道173号横浜生名港線
  - 愛媛県道174号岩城環状線
  - 愛媛県道338号岩城弓削線

### 路線バス
- 上島町有バス
  - 弓削島・佐島・生名島・岩城島で運行されている[10][11]。

### 船舶
魚島を除き各島の港から、土生港（因島）、今治港などへの航路がある。
メイン航路は、今治 - 岩城 - 佐島 - 弓削の快速船航路（芸予汽船）で、大島、伯方島への寄航もある。このほか、生名島から因島への航路は二つの港から発着しており、メインの立石港からは町営フェリーが渡し舟感覚で土生との間を結んでいる（生名フェリー）。また、岩城島の北側・小漕港から対岸の生口島へのフェリー（三光汽船）がある。他に弓削島の上弓削地区からは、因島の家老渡へ日中30分間隔でフェリー（家老渡フェリー汽船）が運航している。
魚島・高井神島へは、土生港（因島）から弓削港（弓削島）を経由して町営船「ニューうおしま2」が往復している。
かつては土生港（因島）と長江港の間を長江フェリーが、土生港（因島）から長江港を経由して岩城港まで岩城汽船の快速船が運行されていたが、岩城橋の開通に伴い、2022年3月に廃止となった
航路
芸予汽船（快速船）
今治港 - 友浦（大島） - 木浦（伯方島） - 岩城（岩城島） - 佐島 - 弓削港（弓削島） - 生名港（生名島） - 土生港（因島）
家老渡フェリー汽船
上弓削（弓削島）- 家老渡（因島）
町営フェリー（ニューうおしま）
土生港中央桟橋（因島） - 弓削港（弓削島）- 豊島 - 高井神島 - 魚島
豊島 通過便がある。弓削港と土生港の間だけの旅客利用はできなかったが、弓削汽船の航路廃止にともない、2016年4月1日以降は弓削港と土生港の間だけの利用も可能となった。
生名フェリー
立石港（生名島）- 土生港長崎桟橋
三光汽船
洲江（生口島） - 小漕港
土生商船
立石港（生名島）- 土生港（因島）- 重井西港（因島）- 鷺（佐木島） - 三原港

主な港湾
- 弓削港
- 上弓削漁港
- 生名港
- 小漕港
- 立石港
- 岩城漁港

## 名所・旧跡・観光スポット・祭事・催事
※詳しい内容はそれぞれの島のページを参照のこと。
弓削島、佐島、岩城島、赤穂根島、津波島、生名島、魚島

### 名産品
- 柑橘類（ライム・はっさく・みかん）
- レモン
- 海苔
- 塩

### 観光地
城跡
- 亀島城址

神社
- 生名八幡神社
- 亀居八幡神社
- 祥雲寺観音堂
- 定光寺

海の駅
- いわぎ海の駅
- ゆげ海の駅舎 ふらっと

公園・海水浴場
- いきなスポレク公園
- 篠塚公園
- サウンド波間田
- 松原海水浴場

温浴施設
- インランド・シー・リゾート・フェスパ
- 海水温浴施設「潮湯」
- 菰隠温泉

その他

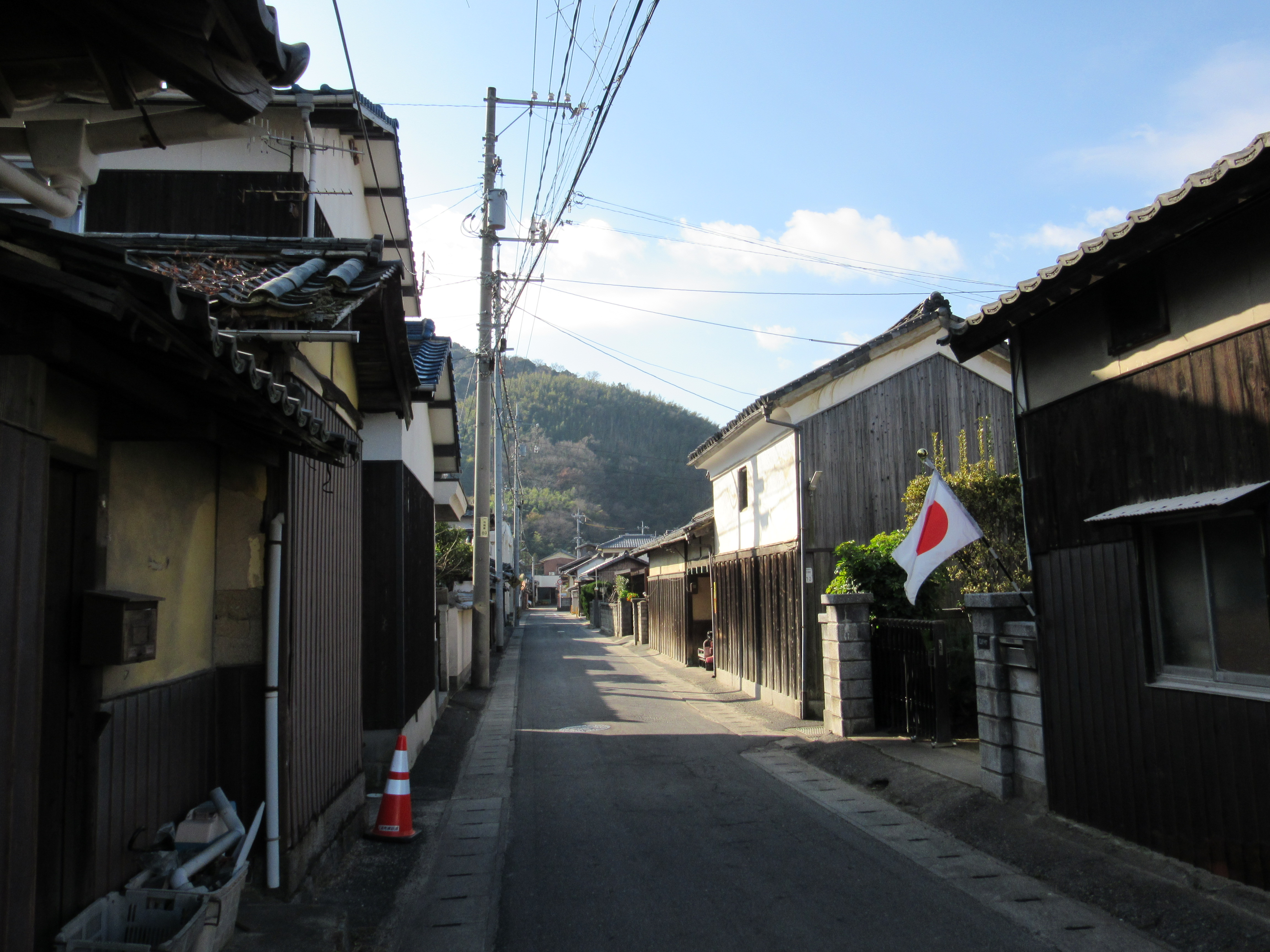
上弓削地区の古い町並み

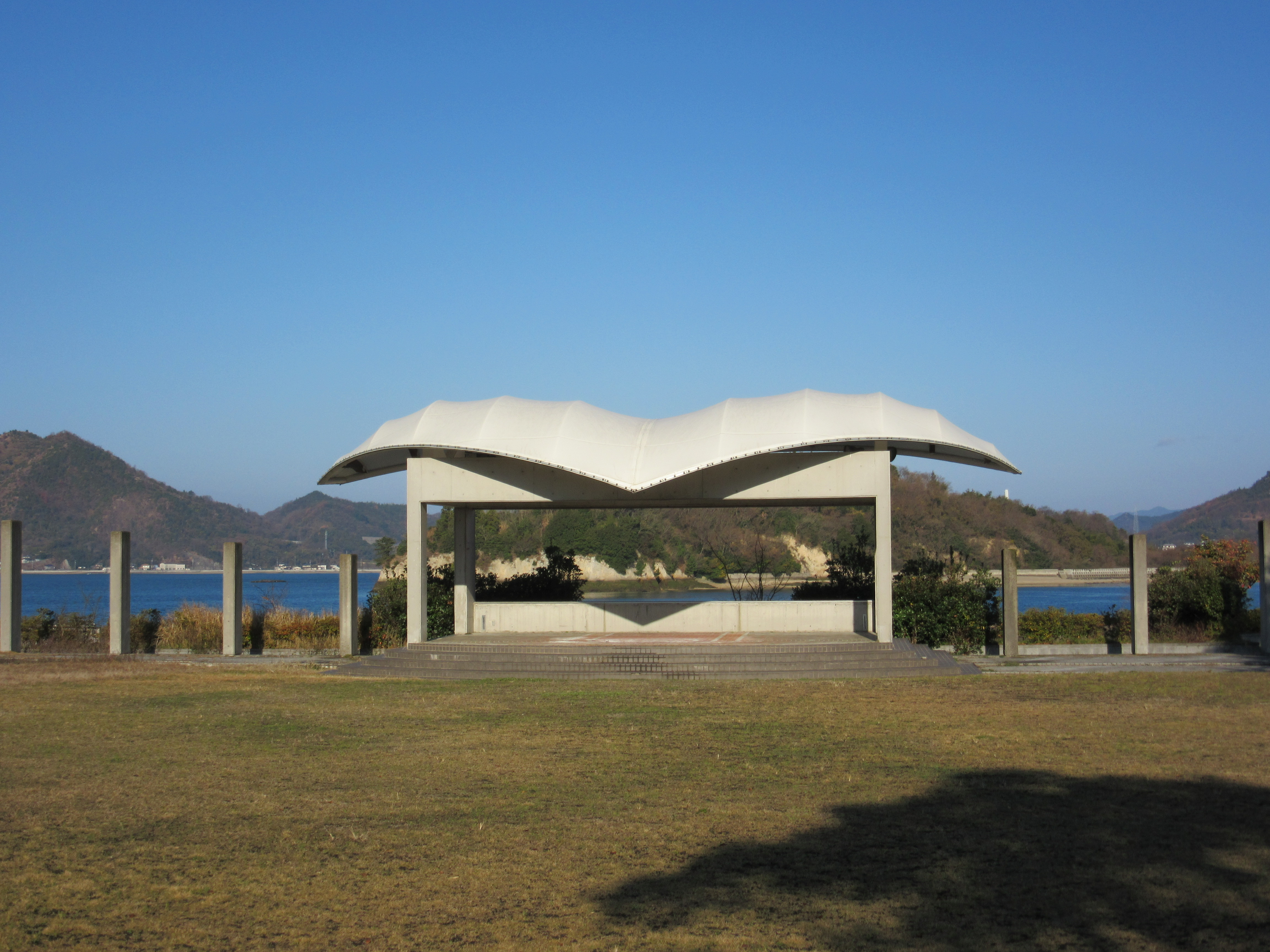
サウンド波間田

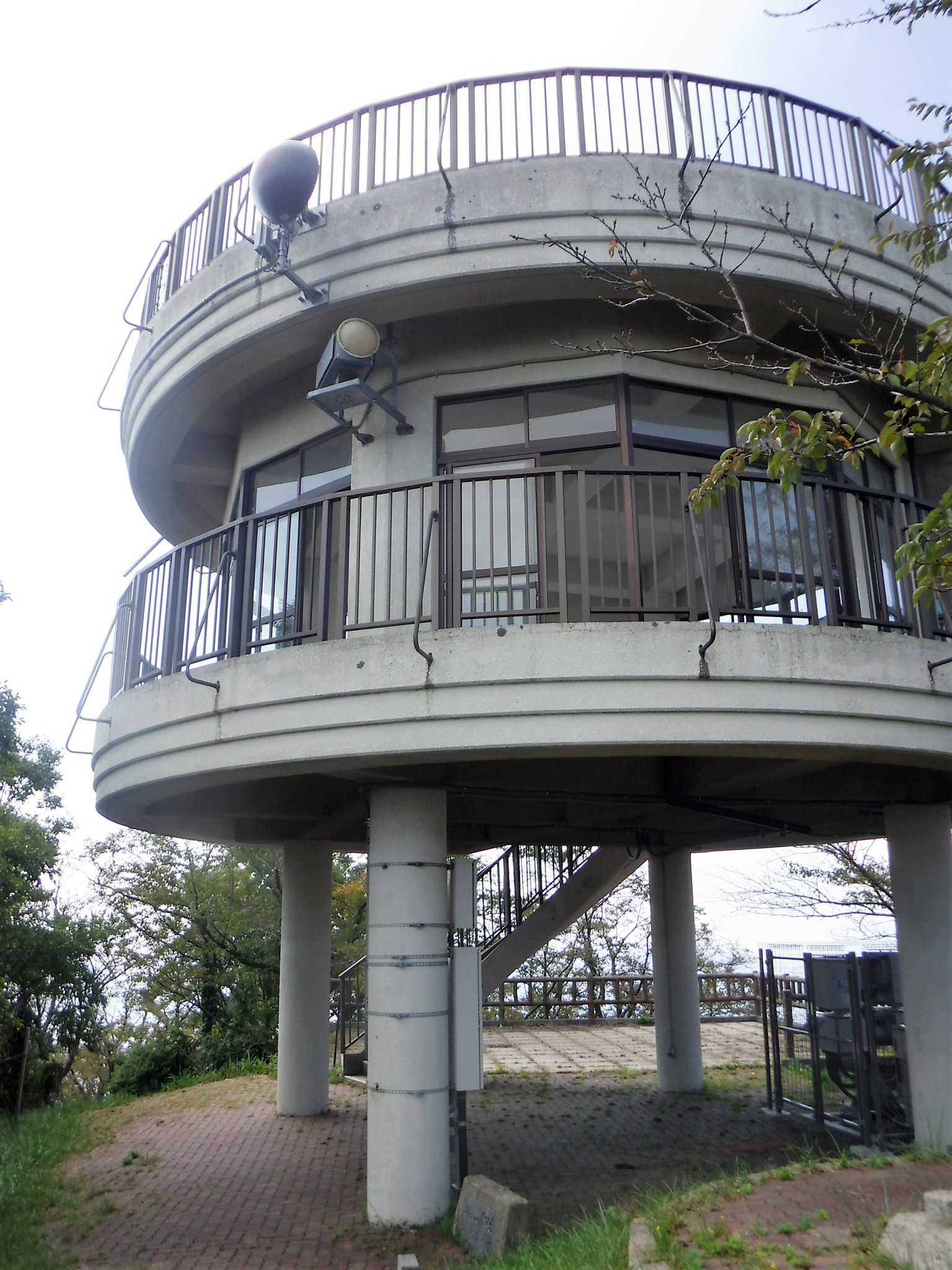
積善山山頂にある展望台

- 積善山 - 山頂には展望台が設けられている他、桜の名所でもある。
- いわぎ物産センター
- 上島町岩城郷土館
- せとうち交流館

### 祭事・催事
- 島四国
- テンテコ踊り
- ハンジキ踊り

### 伝統芸能
- 雨乞い踊り

## 地域おこし
上島町の成立以前から、各町村で地域おこしに取り組んできた。詳細は各町村の記事を参照。
各町村における取組み
- 弓削町は、上島架橋構想の一つでありその先駆けとなる弓削大橋など、交通条件の改善に着手した。
- 旧生名村は「スポーツ合宿村」を核とする基本構想を策定し、村民が一体となり観光・スポーツ立村実現に向け積極的に取り組んできた。
- 旧岩城村は、柑橘類を中心とした農業、水産業、造船業等の産業振興、観光振興に力を入れてきた。
- 旧魚島村では、漁業振興のほか生活環境の整備に努めてきた。

４町合同の取組み
- 2007年、イメージキャラクターとして、イラストレーター涌嶋克己の作品「上島四兄弟 四国の四国」を決定。

合併・成立後の取り組み

## 著名な出身者
- 河本あす香 - 打首獄門同好会ドラム＆ボーカル（旧・弓削町出身）
- 深水由美 - 声優（旧・岩城村出身）
- 村上幸史 - 男子アテネオリンピック・アジア大会・北京オリンピック・やり投日本代表（旧・生名村出身）

## 作品等の舞台・モチーフ等
- 葉加瀬太郎：2012年発売のアルバムの「WITH ONE WISH」の中に、「上島町の歌」が収録されている。

### 行政
- 上島町公式ホームページ
- 瀬戸内かみじまトリップ

### 商工業
- 上島町商工会 公式サイト

### その他
- 上島町に関連する地理データ - オープンストリートマップ